# 아흐메드 엘모하마디
아흐메드 에이사 엘모하마디 압델 파타흐(아랍어: أحمد المحمدي, Ahmed Eissa Elmohamady Abdel Fattah, 1987년 9월 9일 ~ )는 이집트의 전 축구 선수이다.